# Heather Nedohin
Heather Nedohin (nacida Heather Godberson, Fort St. John, 15 de julio de 1975) es una deportista canadiense que compitió en curling.
Ganó dos medallas de bronce en el Campeonato Mundial de Curling, en los años 1998 y 2012.

## Palmarés internacional
| Campeonato Mundial | Campeonato Mundial  | Campeonato Mundial | Campeonato Mundial |
| Año                | Lugar               | Medalla            | Prueba             |
| ------------------ | ------------------- | ------------------ | ------------------ |
| 1998               | Kamloops (Canadá)   | Medalla de bronce  | Equipo             |
| 2012               | Lethbridge (Canadá) | Medalla de bronce  | Equipo             |